# SN 2006mh
SN 2006mh – supernowa typu Ia odkryta 17 października 2006 roku w galaktyce A011513+0023. Jej maksymalna jasność wynosiła 22,05m.